# Ротницкий, Семён Аронович
Семён Аронович Ротницкий (28 декабря 1915, Минск — 2004, Санкт-Петербург) — российский советский живописец, заслуженный деятель искусств Татарской АССР, член Санкт-Петербургского Союза художников (до 1992 года — Ленинградской организации Союза художников РСФСР).

## Биография
Родился 28 декабря 1915 года в Минске. В 1934—1937 гг. учился на подготовительных курсах при Академии художеств, с 1937 года — студент живописного факультета Академии художеств, учился у Н. Х. Рутковского, Е. М. Чепцова. Участник Великой Отечественной войны, сражался на Ленинградском и Прибалтийском фронтах. Награждён орденами Отечественной войны II степени, Красной Звезды, медалями «За оборону Ленинграда», «За победу над Германией».
После демобилизации вернулся к учёбе и в 1948 году окончил институт по мастерской Б. В. Иогансона, с присвоением квалификации художника живописи. Дипломная работа — картина «Маяковский читает стихи Репину».
В 1948—1960 гг. директор и старший преподаватель Казанского художественного училища, а в 1960—1981 гг. — доцент Ленинградского высшего художественно-промышленного училища им. В. И. Мухиной.
Семён Ротницкий — участник областных, республиканских, всесоюзных и международных выставок. Его работы находятся в музеях России, США, Франции, Германии, Финляндии, КНР и других странах. Автор монументального полотна «Псковичи» (1990), портретной серии «Великие сыны России» (Пушкин, Лобачевский, Лев Толстой, Репин, Шаляпин, Горький).